# Evenové
Evenové nebo také Eveni (rusky Эвены, evensky эвэсэл) jsou domorodý národ na Sibiři a Dálném východě. Jejich populace se odhaduje na 20 000 osob a patří mezi původní malé národy Severu, Sibiře a Dálného východu Ruské federace. Více než polovina Evenů žije v autonomní republice Sacha, obývají také Magadanskou oblast, Čukotský autonomní okruh, Kamčatský kraj a Chabarovský kraj. Na Ukrajině se při sčítání v roce 2001 přihlásilo k evenské národnosti 104 osob. 

## Historie
Pocházejí z oblasti střední Číny[zdroj?] a na své území dorazili zhruba před deseti tisíci lety.[zdroj?] Jsou blízkými příbuznými Evenků. Dříve byli známi také jako Lamuti podle domorodého názvu Ochotského moře. Často přejímali zvyky i jazyk sousedních etnik jako jsou Čukčové, Jakuti a Jukagirové. V roce 1930 byl zřízen Ochotsko-evenský národní okruh, zrušený roku 1934. V sovětských dobách byli kočovníci nuceni k usedlému životu a členství v kolchozech, na území Evenů se začaly těžit nerosty a dříví, byly zde také zřizovány gulagy.

## Způsob života
Původně se živili lovem a pastevectvím sobů, na pobřeží Ochotského moře lovili ryby a tuleně. V jejich jazyce se nachází 1500 slov spojených s chovem sobů. Vedli nomádský způsob života, přespávali v kuželovitých stanech krytých zvířecími kůžemi nebo kůrou. Společnost se dělila na patrilineární rody. Lovci dodržovali zvyk nimat, založený na společném dělení kořisti. Původně vyznávali šamanismus a ústřední postavou jejich víry byl stvořitel Tordok. Při slavnostech slunce byli obětováni sobi a provozoval se tanec heede. V evenských legendách se objevuje mytologický hrdina Ilej, významnou roli u nich hrály rituály spojené s lovem a usmiřováním duší lovených zvířat. V devatenáctém století na území Evenů působil misionář Andrej Argentov a rozšířilo se pravoslaví. Postupně vznikl synkretismus spojující původní náboženství s křesťanstvím.

## Jazyk
Evenština patří mezi tunguzské jazyky a dělí se na tři hlavní dialekty. Typická je pro ni vokálová harmonie. Byla kodifikována ve třicátých letech, kdy Venjamin Levin vydal rusko-evenský slovník. Má asi pět tisíc aktivních mluvčích, mladší generace hovoří převážně rusky.

## Osobnosti
Evenského původu je mistr světa v zápase Viktor Lebeděv.